# Teprotumumab
Teprotumumab, comercializado bajo la marca Tepezza, es un medicamento utilizado para tratar la enfermedad ocular tiroidea . Este medicamento disminuye la protrusión ocular .  Este medicamento se administra mediante inyección lenta en una vena. 
Los efectos secundarios de este medicamento  incluyen espasmos musculares, náuseas, pérdida de cabello, diarrea, fatiga, niveles altos de azúcar en sangre, pérdida de audición, piel seca, alteración del gusto y dolor de cabeza. Otros efectos secundarios pueden incluir reacciones a la infusión .  No debe utilizarse este medicamento durante el embarazo ni en los seis meses previos al mismo.  Es un anticuerpo monoclonal humano que se une al receptor del factor de crecimiento similar a la insulina-1  evitando así su activación. 
Este medicamento fue aprobado para uso médico en los Estados Unidos en 2020.  A fecha de 2021 no está aprobado en Europa.  En Estados Unidos cuesta alrededor de 15.600 dólares estadounidenses  por vial de 500 mg a partir de 2021. 